# آمادو سی ساوانه
آمادو سی ساوانه (انگلیسی: Amadou Sy Savané؛ زادهٔ ۱۶ مهٔ ۱۹۷۴) دونده سرعت اهل گینه بود.